# Schuppenbauchtaube
Die Schuppenbauchtaube (Patagioenas speciosa, Syn.: Columba speciosa), auch Prachttaube genannt, ist eine Art innerhalb der Gattung der Amerikanischen Feldtauben. Es ist eine große, kompakt gebaute Taube, die im tropischen Mittel- und Südamerika vorkommt. Die Art ist monotypisch: Es werden trotz des großen Verbreitungsgebietes keine Unterarten unterschieden. Namensgebend ist die durch schmal gesäumte Federn geschuppt wirkende Körperunterseite dieser Taube.
Die Bestandssituation der Schuppentaube wurde 2016 in der Roten Liste gefährdeter Arten der IUCN als „Least Concern (LC)“ = „nicht gefährdet“ eingestuft.

## Merkmale
Schuppenbauchtauben erreichen eine Körperlänge zwischen 26 und 34 Zentimeter und sind damit etwas kleiner als eine durchschnittliche Stadttaube. Der Geschlechtsdimorphismus ist anders als bei den meisten Amerikanischen Feldtauben etwas stärker ausgeprägt. Adulte Schuppenbauchtauben wiegen zwischen 225 und 350 Gramm.
Bei den Männchen ist der Kopf dunkel kastanienbraun, das Halsgefieder glänzt purpurn und grünlich mit weißen Endflecken. Am Unterhals weist es außerdem eine kastanienbraune Fleckung auf. Brust und Bauch sind hell mit violettbraunen Federsäumen, so dass die Körperunterseite geschuppt wirkt. Die Unterschwanzdecken sind hell mit grauen Rändern. Auf der Körperoberseite sind der Mantel und der Rücken sowie die Flügeldecken rotbraun. Die Schwanzfedern sind dunkelbraun bis schwarzbraun. Der Schnabel ist leuchtend rot und hellt in Richtung Schnabelspitze zu einem Gelb oder einen hornfarbenen Ton auf. Die Iris ist dunkelviolett, der Orbitalring ist dunkelrot und wird während der Brutperiode intensiver.
Die Weibchen sind insgesamt matter gefärbt, der Kopf ist eher olivbraun. Hals und Brust wirken auf Grund der Federsäume ebenfalls geschuppt, es fehlen jedoch die purpur- und grün glänzenden Töne des Männchens. Am Bauch sind die Federsäume blasser, so dass die Schuppenwirkung nicht so intensiv ist.
Die Rufe der Schuppenbauchtaube sind ein langsames cuuuu-ca cuooooo, das mehrfach wiederholt wird.

## Verwechselungsmöglichkeiten
Auf Grund des Schuppenmusters an Hals und Körperunterseite ist die Art nur dann zu verwechseln, wenn sie aus der Ferne oder im Flug beobachtet wird.
Aus der Ferne besteht eine Ähnlichkeit mit der Purpurtaube und der Weintaube, deren Gefieder aber auch aus der Entfernung einheitlicher wirkt als das der Schuppenbauchtaube. Die Kurzschnabeltaube ist dunkler und weist ebenfalls ein gleichmäßiger gefärbtes Gefieder auf.

## Verbreitungsgebiet und Lebensraum

Verbreitungsgebiet der Schuppenbauchtaube (grün)

Das Verbreitungsgebiet der Schuppenbauchtaube reicht vom südöstlichen Mexiko über Zentralamerika und Ecuador sowie Kolumbien bis zum nördlichen Argentinien und den Osten Perus sowie Bolivien. Trinidad ist die einzige karibische Insel, auf der diese Taubenart auch vorkommt.
Im Südosten Mexikos und in Honduras reicht die Höhenverbreitung von den Tiefebenen bis in Höhenlagen von 900 Meter. In Costa Rica und Panama ist sie auch in Höhenlagen von 1200 Metern anzutreffen. In Südamerika hält sie sich typischerweise unterhalb von 1000 Höhenmetern auf.
Die Schuppenbauchtaube ist ein Waldbewohner, kommt aber auch an Waldrändern und auf Lichtungen tropischer Regenwälder vor. Sie wird auch in Savannen beobachtet, die noch ein Waldteilstück aufweisen. Sie toleriert eine Fragmentierung ihres Lebensraumes und scheint in einigen Regionen ihres Verbreitungsgebietes zunehmend auch Sekundärwald zu besiedeln.

## Lebensweise
Die Schuppenbauchtaube hält sich vorwiegend im Laubwerk hoher Bäume auf und präferiert dabei solche Bäume, die mit Schlingpflanzen bewachsen sind. Freilandbeobachtungen sind deswegen vergleichsweise selten. Sie ist noch am ehesten zu entdecken, wenn sie von einem Baumwipfel zu einem anderen fliegt. In ihrem gesamten Verbreitungsgebiet ist sie eine eher seltene Taube, deren Anwesenheit am ehesten durch ihren Ruf auffällt. Sie lebt paarweise oder in kleinen Trupps.
Ihr Nahrungsspektrum besteht aus Früchten und Beeren, die sie im Wipfelbereich finden. Auf den Boden kommen Schuppenbauchtauben nur gelegentlich, um Grit aufzunehmen oder um zu trinken.
Beim Balzflug fliegt das Männchen mit nur einem Flügelschlag von seiner Ansitzwarte auf und kehrt dann im Halbkreisflug zu seiner Ansitzwarte zurück. In Costa Rica brütet die Schuppenbauchtaube von Februar bis Mai, in Bolivien wurden brütende Schuppenbauchtaube ebenfalls im Mai beobachtet. Das Nest ist eine lose Plattform aus Zweigen, das hoch in Bäumen errichtet wird. Es ist gewöhnlich zwischen Schlingpflanzen gut versteckt. Das Gelege besteht gewöhnlich nur aus einem Ei. Es werden jedoch immer wieder Gelege mit zwei Eiern gefunden und auf Trinidad scheint dies die typische Gelegegröße zu sein. Die Brutzeit beträgt 16 bis 17 Tage.

## Haltung
Die ersten Schuppenbauchtauben wurden bereits 1868 durch den Londoner Zoo nach Europa eingeführt. Die Einfuhren blieben jedoch selten, die ersten Schuppenbauchtauben in Deutschland wurden 1915 vom Berliner Zoo gehalten.
Die Zucht mit Schuppenbauchtauben gilt als ausgesprochen schwierig. Die Welterstzucht in Gefangenschaft gelang erst 1961 einem kalifornischen Züchter.

## Einzelbelege
1. 1 2  Gibbs, Barnes, Cox: Pigeons and Doves. S. 217.
2. ↑  Patagioenas speciosa in der Roten Liste gefährdeter Arten der IUCN 2016. Eingestellt von: BirdLife International, 2016. Abgerufen am 3. Oktober 2017.
3. 1 2  Gibbs, Barnes, Cox: Pigeons and Doves. S. 215.
4. ↑  Schuppenbauchtaube auf Xeno Canto, abgerufen am 28. September 2016.
5. 1 2 3 4  Gibbs, Barnes, Cox: Pigeons and Doves. S. 216.
6. ↑  Rösler: Die Wildtauben der Erde – Freileben, Haltung und Zucht. S. 98.